# Ayía Triás (ort i Grekland, Grekiska fastlandet, Nomós Voiotías)
Ayía Triás är en ort i Grekland.   Den ligger i prefekturen Nomós Voiotías och regionen Grekiska fastlandet, i den centrala delen av landet, 80 km nordväst om huvudstaden Aten. Ayía Triás ligger 464 meter över havet och antalet invånare är 1 098.
Terrängen runt Ayía Triás är bergig söderut, men norrut är den kuperad. Runt Ayía Triás är det ganska glesbefolkat, med 27 invånare per kvadratkilometer. Närmaste större samhälle är Livadeiá, 10,1 km norr om Ayía Triás. 